# Clubiona cylindrata
Clubiona cylindrata är en spindelart som beskrevs av Liu et al. 2007. Clubiona cylindrata ingår i släktet Clubiona och familjen säckspindlar. Inga underarter finns listade i Catalogue of Life.